# Хи² Ориона
Хи² Ориона (χ² Orionis / χ² Ori) — звезда-сверхгигант спектрального класса B в созвездии Ориона. Обладает видимой звёздной величиной 4,63. С 1943 года спектр данной звезды является одним из эталонных при классифицировании других звёзд. 
Хи¹ Ориона является жёлтой звездой главной последовательности, не связанной с χ² Ориона и расположенной  примерно в двух градусах.  

## Спектр
χ² Ориона является ярким сверхгигантом спектрального класса B2 и рассматривается как одна из стандартных звёзд спектрального класса B2 Ia. Было обнаружено, что данная звезда имеет необычно узкие линии поглощения и некоторые слабые линии излучения; звезда была первоначально отнесена к классу Be-звёзд. Однако в настоящее время звезду более не относят к Be-звёздам, поскольку при исследовании с высоким разрешением многие сверхгиганты показывают некоторые особенности в спектре, связанные с излучением, а также поскольку класс звёзд Be обычно определяется таким образом, что сверхгиганты в него не входят.

## Переменность
χ² Ориона считается переменной звезда малой амплитуды на основе фотометрических данных, полученных в фотометрической системе обсерватории Женевы. Амплитуда изменения блеска составляет 22 тысячных звёздной величины. Звезда была включена в Общий каталог переменных звёзд на основе фотометрических данных спутника Hipparcos, диапазон значений видимой звёздной  величины указан как  4,68 — 4,72 в фотометрической системе спутника, период изменения составляет 2,8 суток. Подробное фотометрическое исследование показало, что звезда является переменной типа Альфы Лебедя, амплитуда блеска составляет 0,057m.